# Nationaal park Kopaonik
Nationaal park Kopaonik (Servisch: Nacionalni park Kopaonik/ Национални парк Копаоник) is een nationaal park in Servië. Het park werd opgericht in 1981 en is 118,1 vierkante kilometer groot. Het landschap bestaat uit loof- en naaldbossen op het Suvo Rudište-plateau (1700 m) omringd door het Kopaonik-gebergte. In het park leven veel vogelsoorten, waaronder steenpatrijs, dwergooruilen, grauwe klauwier, boomleeuwerik. Sinds 2021 is bosgebied Kozje Stene in het park Unesco-Werelderfgoed (Oude en voorhistorische beukenbossen van de Karpaten en andere regio's van Europa). 